# Vaccinatieprogramma

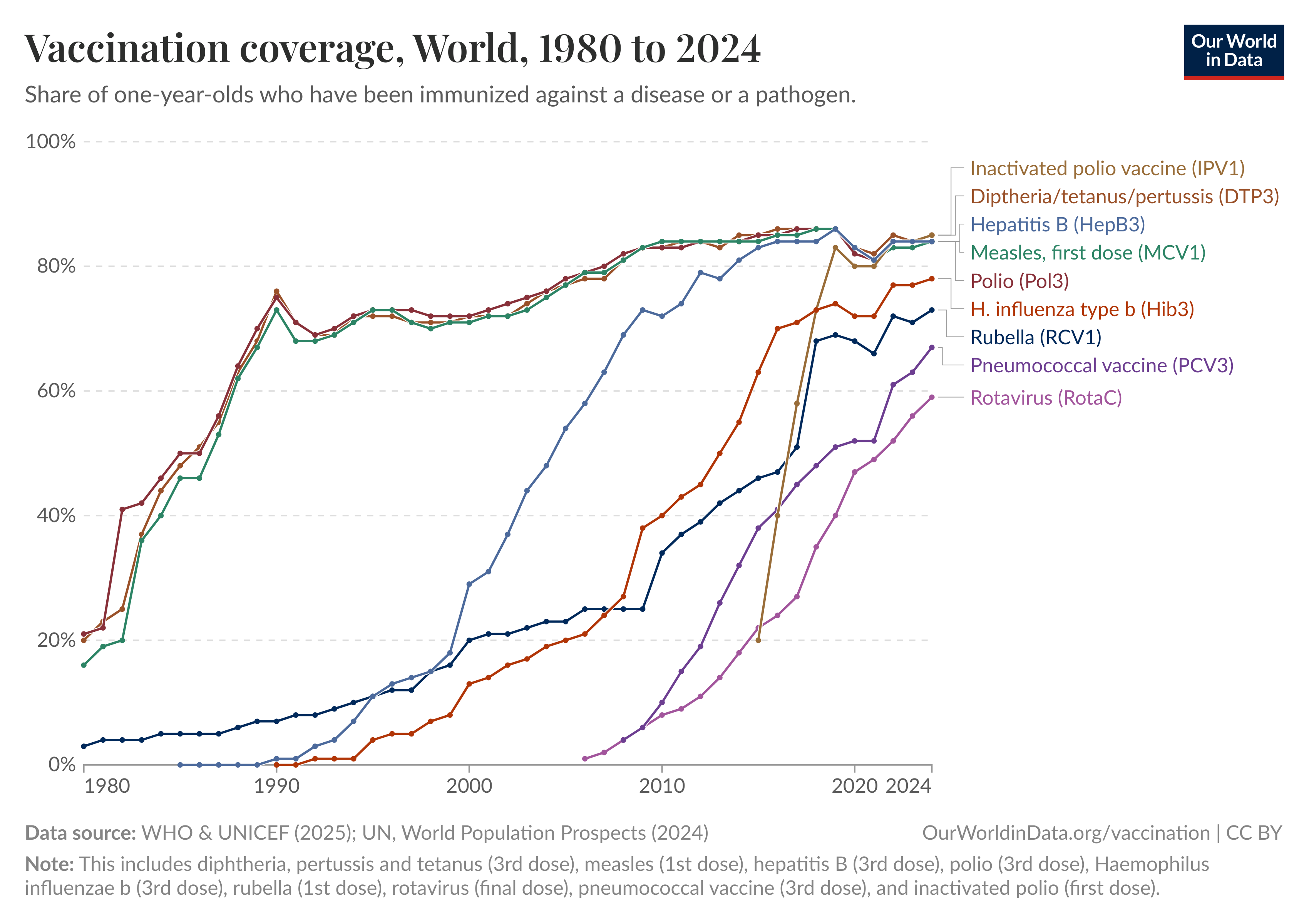
Wereldwijde vaccinatiedekking 1980 tot 2019 bij eenjarigen

Een vaccinatieprogramma geeft een schema waarmee een overheid een aantal als essentieel beoordeelde vaccinaties aanbeveelt of verplicht stelt.

## Per land/regio

### Nederland
In Nederland worden kinderen gevaccineerd volgens het Rijksvaccinatieprogramma, dat is ingesteld in 1957. Het programma wordt gecoördineerd door het Rijksinstituut voor Volksgezondheid en Milieu (RIVM). Deelname aan de vaccinatie is niet verplicht, maar meer dan 95% van de ouders laat hun kind inenten. De vaccinaties zijn voor de ouders gratis en worden gefinancierd door het ministerie van Volksgezondheid, Welzijn en Sport. Voorwaarde voor deelname is dat de officiële vaccinaties zijn toegediend door de jeugdgezondheidszorg. Dit kan het consultatiebureau, het Centrum voor Jeugd en Gezin of de GGD zijn.

### Vlaanderen
In Vlaanderen nemen de consultatiebureaus van Kind en Gezin en daarna het CLB de verantwoordelijkheid voor het opvolgen van de vaccinatiestatus van de kinderen. De inenting tegen polio is verplicht.
| Fase   | Leeftijd   | Injectie 1       | Injectie 2                   |
| ------ | ---------- | ---------------- | ---------------------------- |
| Fase 1 | 2 maanden  | DKTP-Hib-HepB    | Pneu en rotavirus            |
| Fase 1 | 3 maanden  | DKTP-Hib-HepB    | rotavirus                    |
| Fase 1 | 4 maanden  | DKTP-Hib-HepB    | Pneu (en rotavirus)          |
| Fase 1 | 12 maanden | MBR              | Pneu                         |
| Fase 1 | 15 maanden | DKTP-Hib-HepB    | MenC                         |
| Fase 2 | 5-7 jaar   | DKTP             |                              |
| Fase 3 | 10-13 jaar | MBR              | HepB (indien niet in fase 1) |
| Fase 4 | 14-16 jaar | tetanus-difterie |                              |

## Onderbouwing
Van al de vaccinaties die in het programma zijn opgenomen is door middel van harde cijfers aangetoond dat ze de kans op de ziekte waar ze tegen bedoeld zijn sterk verkleinen of het beloop veel milder maken, en dat de risico's van de inenting kleiner zijn dan de risico's van de ziekte. Dat wil niet zeggen dat de vaccins allemaal altijd volstrekt ongevaarlijk zijn. Wel dat een persoon die zich laat vaccineren minder risico's loopt dan een ongevaccineerde persoon. Bij zeer ernstige ziekten (bijvoorbeeld hondsdolheid) zal men meer bijwerkingen van een vaccin accepteren dan bij vaccins tegen ziekten die nagenoeg altijd onschuldig verlopen.
Sommige kinderziekten waarvoor ingeënt wordt in het vaccinatieprogramma, lijken erg onschuldig te zijn. De meeste personen die deze ziekten oplopen, zullen van deze ziekten enige dagen ziek zijn en vervolgens volledig herstellen. De reden dat deze ziekten opgenomen zijn in het vaccinatieprogramma, is dat zij in sommige gevallen wél (zeer) ernstige verschijnselen kunnen veroorzaken. Ook zijn sommige kinderziekten met name gevaarlijk voor volwassenen, die op jonge leeftijd deze ziekte niet doorgemaakt hebben en die dan op latere leeftijd door contact met een ziek kind ernstig ziek kunnen worden.
Enige voorbeelden:
- De bof. Bij jonge kinderen veroorzaakt bijvoorbeeld de bof meestal niet meer dan opgezette keelklieren, een bol gezicht en een paar dagen hangerigheid. Soms kan deze ziekte echter leiden tot ontstekingen van de alvleesklier, reuma, eenzijdige doofheid of ontsteking van de teelballen of eierstokken, waarbij onvruchtbaarheid het gevolg kan zijn. Bij 4 tot 10 van de 1000 bof-patiënten leidt de ziekte tot hersenvliesontsteking, die meestal wel goed geneest.
- Poliomyelitis is een ziekte die in sommige gevallen ernstige verlammingen kan veroorzaken (bij minder dan 1% van de besmette personen).
- Rodehond kan bij een zwangere vrouw de foetus infecteren, met het aangeboren (congenitaal) rubellasyndroom (CRS) tot gevolg.
- HPV-virus. Wanneer een (jonge) vrouw besmet is geraakt met het HPV-virus kan zij op de lange termijn baarmoederhalskanker ontwikkelen. Dit duurt gemiddeld 15 tot 20 jaar. Door gevaccineerd te zijn tegen HPV, voorkom je de infectie met de twee belangrijkste oncogene HPV-types waardoor er op de lange termijn mogelijk een verminderde kans bestaat op baarmoederhalskanker.

## Groepsimmuniteit
De vaccinatie van kinderen via een vaccinatieprogramma moet er niet alleen voor zorgen, dat het kind zelf beschermd is tegen bepaalde ziekten, maar ook dat er kudde-immuniteit ontstaat. Bij een voldoende hoge vaccinatiegraad van de bevolking (een hoog percentage van de bevolking is via vaccinatie beschermd) treedt deze 'groepsimmuniteit' op (Engels: herd immunity), waarbij één ziektegeval niet tot een epidemie kan leiden, omdat er niet genoeg vatbare mensen in de omgeving voorkomen om de ziekte verder te verspreiden.
Wanneer te veel mensen vaccinatie weigeren kan de groepsimmuniteit aangetast worden. Er blijven dan te veel kwetsbare personen in de populatie bestaan waardoor epidemieën meer kans hebben. Hierbij kunnen ook mensen die wél gevaccineerd zijn maar bij wie dit niet tot een voldoende afweerreactie heeft geleid (vaak een paar procent) ziek worden.
Vooral wanneer een groep niet-gevaccineerden dicht bij elkaar woont, ontstaan grotere groepen vatbare mensen waarbinnen vervolgens verspreiding van een infectieziekte kan voorkomen, vooral wanneer de kinderen naar dezelfde regionale scholen gaan. 

## Bijwerkingen
Milde bijwerkingen, zoals lokale roodheid en (spier)pijn ter plekke van de vaccinatie en koorts, huilerigheid of hangerigheid de dag na de vaccinatie treden soms op bij een vaccinatie. Slechts heel zelden (1 kans op  1 miljoen) treden vlak na de vaccinatie ernstige verschijnselen op zoals een allergische reactie, waarbij het ingrijpen van een arts noodzakelijk is.

## Uitzonderingen: mensen die beter niet gevaccineerd worden
Bij kinderen die veel te vroeg (prematuur) geboren werden, en bij kinderen die zeer ernstig ziek zijn of een stoornis van het afweersysteem hebben, is het soms verstandiger om niet of later te vaccineren. Aangezien deze kinderen altijd door één of meerdere artsen behandeld worden, kunnen ouders deze artsen advies vragen over eventuele wijzigingen in het vaccinatieschema.

## Vaccins buiten de gebruikelijke vaccinatieprogramma's
Bij een sterk verhoogde blootstellingskans binnen bepaalde groepen mensen kan het nuttig zijn tegen andere dan de genoemde ziekten te vaccineren, bijvoorbeeld medewerkers van dierenasiels en dierenartsen tegen hondsdolheid. Bepaalde risicogroepen worden gevaccineerd tegen tbc of tegen hepatitis B. Reizigers naar bepaalde landen kunnen reizigersvaccinaties nodig hebben. Mensen boven de 60 jaar en mensen uit risicogroepen kunnen voorts in Nederland jaarlijks gratis tegen griep worden gevaccineerd (de griepprik) als ze dit wensen. In Vlaanderen wordt vanwege de afnemende bescherming de griepprik bij ouderen en bij risicogroepen vaak tweemaal per jaar toegediend (in september zodra het vaccin beschikbaar is en in januari).
Er is verder een aantal vaccins tegen hier nog niet genoemde ziekten beschikbaar, maar die
1. komen in het land zelf niet of nauwelijks voor
2. of zijn onvoldoende werkzaam
3. of zijn onvoldoende kosteneffectief om voor massavaccinatie in aanmerking te komen.

Een andere reden waarom sommige vaccins in België en Nederland niet beschikbaar zijn: voor Nederland moeten ze een apart veiligheidsprogramma doorlopen, wat vanwege de relatief kleine afzetmarkt niet aantrekkelijk is voor de fabrikanten. Dit is bijvoorbeeld het geval met het waterpokkenvaccin. Zulke vaccins zijn meestal wel op aanvraag bij een (huis)arts te krijgen. Er wordt geprobeerd deze situatie te voorkomen door Europese certificaten te maken.

## Vaccinatieweigering
Principiële bezwaren tegen vaccinatie worden door een minderheid van de bevolking gemaakt op grond van bezwaren en bedenkingen van doorgaans religieuze of levensbeschouwelijke aard. Tevens zijn er weigeraars die stelling nemen op grond van alternatieve inzichten, afwijkend van de gangbare medische wetenschap.
Bezwaar is er voornamelijk bij drie groepen in de bevolking: antroposofen, bevindelijk gereformeerden en 'kritische prikkers'. Volgens het RIVM bevindt de grootste groep gewetensbezwaarden in Nederland zich in antroposofische kringen. Zij zijn van mening dat gezonde voeding voldoende bescherming geeft tegen kinderziekten zoals de mazelen en dat de kinderziekten positieve effecten hebben op de lichamelijke en mentale ontwikkeling van een kind. Ook onder bevindelijk gereformeerden bevinden zich vaccinatieweigeraars. Door hen wordt vaccineren beschouwd als verzet tegen Gods voorzienigheid: God bepaalt of de mens ziek wordt en of die daarvan herstelt, en Hij heeft daar Zijn bedoeling mee. Kritische prikkers stellen dat er een verband bestaat tussen vaccinatie en ziekten en dat het middel erger zou zijn dan de kwaal die het beoogt te bestrijden.
Onderzoek naar attitudes rond vaccinatieweigering, en initiatieven om wetenschappelijk onderbouwde informatie hieromtrent te verstrekken, worden binnen de Wereldgezondheidsorganisatie gecoördineerd door het Vaccine Safety Net (VSN), een wereldwijd netwerk van websites die het publiek willen helpen de kwaliteit van online-informatie over vaccinveiligheid te beoordelen.